# Oasis (inteligencia artificial)
Oasis es una prueba de concepto que busca recrear la apariencia y jugabilidad del videojuego de 2011 Minecraft, usando inteligencia artificial generativa. El proyecto, cuyo desarrollo comenzó en 2022 entre la empresa de inteligencia artificial Decart y la startup de hardware informático Etched, fue lanzado por Decart al público el 31 de octubre de 2024. La IA opera utilizando una «predicción del siguiente cuadro», que intenta anticipar la siguiente acción del jugador a partir de las entradas de su teclado y mouse, basándose en millones de horas de material de juego de Minecraft que se le proporcionó a la IA anteriormente.
El juego se lanzó a una audiencia enorme, y el sitio web que lo alojaba casi colapsó dentro de las 24 horas posteriores a su lanzamiento. Sin embargo, las reacciones fueron abrumadoramente mixtas, ya que el juego parecía no mostrar una lógica coherente en sus acciones o escenario. Algunos argumentaron que la imprevisibilidad de la IA hacía que el juego fuera divertido de ver y jugar, y que el lanzamiento del juego podría marcar la primera prueba de concepto en el género de los videojuegos dirigidos por IA.

## Creación y jugabilidad
La versión de demostración de «prueba de concepto» del juego fue creada por el desarrollador de inteligencia artificial israelí con sede en San Francisco Decart y la startup de hardware informático de Silicon Valley Etched, y financiada por una subvención de 21 millones de dólares del multimillonario israelí-estadounidense Oren Zeev y la firma Sequoia Capital con sede en Nueva York. La idea del proyecto se originó en el graduado de la Universidad de Harvard y cofundador de Etched, Robert Wachen, y el graduado del Instituto Tecnológico de Israel y cofundador de Decart, Dean Leitersdorf, después de conocerse en 2022 y compartir un interés común en los usos de GPT-3 de OpenAI. El juego debe su nombre a la novela y película de ciencia ficción Ready Player One. Decart lo anunció y lo lanzó al público de forma gratuita el 31 de octubre de 2024, y afirmó ser el primer juego de modelo de mundo abierto jugable por IA. El juego pretendía replicar el estilo de juego del juego sandbox Minecraft de 2011 mediante el uso exclusivo de inteligencia artifical generativa, sin usar codificación en el proceso. La IA que ejecuta el juego fue entrenada viendo millones de horas de secuencias de juegos de Minecraft en línea. Se utilizó esta información recopilada para ejecutar la "predicción del siguiente cuadro", que intenta anticipar cuál será la próxima acción de los jugadores a partir de las entradas del teclado y el mouse en función de videos anteriores, en un intento de simular el juego en tiempo real y la física y los controles del juego.  Sin embargo, la forma de predicción utilizada no almacena datos y perderá el rastro de las entradas pasadas a medida que se proporcionen otras, generando nuevas imágenes donde se supone que habían otras e "inventando" estructuras en base al materia circundante, en función de dónde apunte la vista el jugador.[cita requerida]
El juego también utilizó GPU de Nvidia para el hardware de su demostración, pero planea cambiar a GPU Sohu más rápidas y con mayor eficiencia energética en el futuro, que Etched está desarrollando actualmente para algún uso en IA, con lo que, según se informa, podrían ser gráficos de hasta 4k. Etched también ha anunciado la posibilidad de que el proyecto pase a ser de código abierto en el futuro. Junto con Oasis, Etched codesarrollo contenido educativo y de video generado por IA mientras creaba el juego.

## Recepción
Tras su lanzamiento, el juego recibió una gran cantidad de atención, con cientos de miles de personas intentando jugar dentro de las primeras 24 horas después del lanzamiento, lo que provocó que el sitio web que alojaba el juego colapsara. Muchos jugadores publicaron vídeos de su experiencia con el juego en línea, que a menudo mostraban que Oasis no podía mantener una lógica coherente en sus acciones o entorno. Esto incluyó una serie de casos en los que los bloques cambiaron después de ser colocados o rechazados, y biomas que cambiaron drásticamente por razones similares. El juego también presentaba gráficos de baja calidad, funcionando entre 360p y 720p de manera constante a 20 FPS, sin sonido en el juego y solo se podía jugar entre dos y cinco minutos a la vez antes de reiniciar. Estos problemas llevaron a la revista de negocios estadounidense Forbes a referirse al juego como una «pesadilla embrujada» y «llena de alucinaciones», y otros hicieron estas extrañas comparaciones con la demencia, los sueños o la Backrooms. Por el contrario, muchos también atribuyeron la imprevisibilidad del juego como lo que lo hacía interesante de ver y jugar. Leitersdorf, así como varios comentaristas, han comentado que si bien el juego puede no haber logrado replicar Minecraft en su lanzamiento de demostración, fue el primer paso hacia algo más avanzado,  que algún día podría parecerse a Minecraft o cualquier otro juego. Otros, como Tom's Hardware, han expresado sus dudas sobre si un juego sin código podría lucir tan bien como uno con él, ya que no lograría capturar "el punto de lo que hace que los juegos sean divertidos, o incluso coherentes".
En términos de legalidad, Decart y Etched no recibieron permiso de Microsoft para crear una copia de su juego utilizando inteligencia artificial generativa, ni tampoco dieron crédito a Minecraft ni a ninguno de sus desarrolladores. Estos últimos no han emprendido ninguna acción legal porque la inteligencia artificial y los derechos de autor siguen estando en gran medida vagos desde el punto de vista legal.